# Вітторіо де Барб'єрі
Вітторіо де Барб'єрі (Одеса, 12 березня 1860 — Генуя, 4 травня 1943) — італійський шаховий композитор.

## Життєпис
Він тривалий час жив у Бессарабії, де був торговцем крупами, які призначалися до Італії. Він склав тисячу задач, у два і понад усі три кроки, і близько 150 досліджень. Спочатку він складав переважно проблеми, які публікував у різних російських журналах, зокрема в «Новое время» Петербурга, режисера Михайла Чигоріна, «Неву» московської, режисера Емануїла Шифферса, «Одесский листок», режисера Л. Р. Айзенберга.
Після більшовицької революції переїхав до Італії, оселився в Генуї. Відтоді він присвятив себе переважно композиційній студії. Багато років він був директором наукової колонки L'Italia Scacchistica. Він написав деякі дослідження разом з Рінальдо Б'янчетті.

У наступному прикладі ми бачимо його дослідження.
|   | a | b | c | d | e | f | g | h |   |
| 8 | b7 білий пішак · e7 чорний кінь · h7 білий слон · f5 білий король · d3 чорний пішак · d2 білий пішак · e2 чорний король · f2 чорний пішак | b7 білий пішак · e7 чорний кінь · h7 білий слон · f5 білий король · d3 чорний пішак · d2 білий пішак · e2 чорний король · f2 чорний пішак | b7 білий пішак · e7 чорний кінь · h7 білий слон · f5 білий король · d3 чорний пішак · d2 білий пішак · e2 чорний король · f2 чорний пішак | b7 білий пішак · e7 чорний кінь · h7 білий слон · f5 білий король · d3 чорний пішак · d2 білий пішак · e2 чорний король · f2 чорний пішак | b7 білий пішак · e7 чорний кінь · h7 білий слон · f5 білий король · d3 чорний пішак · d2 білий пішак · e2 чорний король · f2 чорний пішак | b7 білий пішак · e7 чорний кінь · h7 білий слон · f5 білий король · d3 чорний пішак · d2 білий пішак · e2 чорний король · f2 чорний пішак | b7 білий пішак · e7 чорний кінь · h7 білий слон · f5 білий король · d3 чорний пішак · d2 білий пішак · e2 чорний король · f2 чорний пішак | b7 білий пішак · e7 чорний кінь · h7 білий слон · f5 білий король · d3 чорний пішак · d2 білий пішак · e2 чорний король · f2 чорний пішак | 8 |
| 7 | b7 білий пішак · e7 чорний кінь · h7 білий слон · f5 білий король · d3 чорний пішак · d2 білий пішак · e2 чорний король · f2 чорний пішак | b7 білий пішак · e7 чорний кінь · h7 білий слон · f5 білий король · d3 чорний пішак · d2 білий пішак · e2 чорний король · f2 чорний пішак | b7 білий пішак · e7 чорний кінь · h7 білий слон · f5 білий король · d3 чорний пішак · d2 білий пішак · e2 чорний король · f2 чорний пішак | b7 білий пішак · e7 чорний кінь · h7 білий слон · f5 білий король · d3 чорний пішак · d2 білий пішак · e2 чорний король · f2 чорний пішак | b7 білий пішак · e7 чорний кінь · h7 білий слон · f5 білий король · d3 чорний пішак · d2 білий пішак · e2 чорний король · f2 чорний пішак | b7 білий пішак · e7 чорний кінь · h7 білий слон · f5 білий король · d3 чорний пішак · d2 білий пішак · e2 чорний король · f2 чорний пішак | b7 білий пішак · e7 чорний кінь · h7 білий слон · f5 білий король · d3 чорний пішак · d2 білий пішак · e2 чорний король · f2 чорний пішак | b7 білий пішак · e7 чорний кінь · h7 білий слон · f5 білий король · d3 чорний пішак · d2 білий пішак · e2 чорний король · f2 чорний пішак | 7 |
| 6 | b7 білий пішак · e7 чорний кінь · h7 білий слон · f5 білий король · d3 чорний пішак · d2 білий пішак · e2 чорний король · f2 чорний пішак | b7 білий пішак · e7 чорний кінь · h7 білий слон · f5 білий король · d3 чорний пішак · d2 білий пішак · e2 чорний король · f2 чорний пішак | b7 білий пішак · e7 чорний кінь · h7 білий слон · f5 білий король · d3 чорний пішак · d2 білий пішак · e2 чорний король · f2 чорний пішак | b7 білий пішак · e7 чорний кінь · h7 білий слон · f5 білий король · d3 чорний пішак · d2 білий пішак · e2 чорний король · f2 чорний пішак | b7 білий пішак · e7 чорний кінь · h7 білий слон · f5 білий король · d3 чорний пішак · d2 білий пішак · e2 чорний король · f2 чорний пішак | b7 білий пішак · e7 чорний кінь · h7 білий слон · f5 білий король · d3 чорний пішак · d2 білий пішак · e2 чорний король · f2 чорний пішак | b7 білий пішак · e7 чорний кінь · h7 білий слон · f5 білий король · d3 чорний пішак · d2 білий пішак · e2 чорний король · f2 чорний пішак | b7 білий пішак · e7 чорний кінь · h7 білий слон · f5 білий король · d3 чорний пішак · d2 білий пішак · e2 чорний король · f2 чорний пішак | 6 |
| 5 | b7 білий пішак · e7 чорний кінь · h7 білий слон · f5 білий король · d3 чорний пішак · d2 білий пішак · e2 чорний король · f2 чорний пішак | b7 білий пішак · e7 чорний кінь · h7 білий слон · f5 білий король · d3 чорний пішак · d2 білий пішак · e2 чорний король · f2 чорний пішак | b7 білий пішак · e7 чорний кінь · h7 білий слон · f5 білий король · d3 чорний пішак · d2 білий пішак · e2 чорний король · f2 чорний пішак | b7 білий пішак · e7 чорний кінь · h7 білий слон · f5 білий король · d3 чорний пішак · d2 білий пішак · e2 чорний король · f2 чорний пішак | b7 білий пішак · e7 чорний кінь · h7 білий слон · f5 білий король · d3 чорний пішак · d2 білий пішак · e2 чорний король · f2 чорний пішак | b7 білий пішак · e7 чорний кінь · h7 білий слон · f5 білий король · d3 чорний пішак · d2 білий пішак · e2 чорний король · f2 чорний пішак | b7 білий пішак · e7 чорний кінь · h7 білий слон · f5 білий король · d3 чорний пішак · d2 білий пішак · e2 чорний король · f2 чорний пішак | b7 білий пішак · e7 чорний кінь · h7 білий слон · f5 білий король · d3 чорний пішак · d2 білий пішак · e2 чорний король · f2 чорний пішак | 5 |
| 4 | b7 білий пішак · e7 чорний кінь · h7 білий слон · f5 білий король · d3 чорний пішак · d2 білий пішак · e2 чорний король · f2 чорний пішак | b7 білий пішак · e7 чорний кінь · h7 білий слон · f5 білий король · d3 чорний пішак · d2 білий пішак · e2 чорний король · f2 чорний пішак | b7 білий пішак · e7 чорний кінь · h7 білий слон · f5 білий король · d3 чорний пішак · d2 білий пішак · e2 чорний король · f2 чорний пішак | b7 білий пішак · e7 чорний кінь · h7 білий слон · f5 білий король · d3 чорний пішак · d2 білий пішак · e2 чорний король · f2 чорний пішак | b7 білий пішак · e7 чорний кінь · h7 білий слон · f5 білий король · d3 чорний пішак · d2 білий пішак · e2 чорний король · f2 чорний пішак | b7 білий пішак · e7 чорний кінь · h7 білий слон · f5 білий король · d3 чорний пішак · d2 білий пішак · e2 чорний король · f2 чорний пішак | b7 білий пішак · e7 чорний кінь · h7 білий слон · f5 білий король · d3 чорний пішак · d2 білий пішак · e2 чорний король · f2 чорний пішак | b7 білий пішак · e7 чорний кінь · h7 білий слон · f5 білий король · d3 чорний пішак · d2 білий пішак · e2 чорний король · f2 чорний пішак | 4 |
| 3 | b7 білий пішак · e7 чорний кінь · h7 білий слон · f5 білий король · d3 чорний пішак · d2 білий пішак · e2 чорний король · f2 чорний пішак | b7 білий пішак · e7 чорний кінь · h7 білий слон · f5 білий король · d3 чорний пішак · d2 білий пішак · e2 чорний король · f2 чорний пішак | b7 білий пішак · e7 чорний кінь · h7 білий слон · f5 білий король · d3 чорний пішак · d2 білий пішак · e2 чорний король · f2 чорний пішак | b7 білий пішак · e7 чорний кінь · h7 білий слон · f5 білий король · d3 чорний пішак · d2 білий пішак · e2 чорний король · f2 чорний пішак | b7 білий пішак · e7 чорний кінь · h7 білий слон · f5 білий король · d3 чорний пішак · d2 білий пішак · e2 чорний король · f2 чорний пішак | b7 білий пішак · e7 чорний кінь · h7 білий слон · f5 білий король · d3 чорний пішак · d2 білий пішак · e2 чорний король · f2 чорний пішак | b7 білий пішак · e7 чорний кінь · h7 білий слон · f5 білий король · d3 чорний пішак · d2 білий пішак · e2 чорний король · f2 чорний пішак | b7 білий пішак · e7 чорний кінь · h7 білий слон · f5 білий король · d3 чорний пішак · d2 білий пішак · e2 чорний король · f2 чорний пішак | 3 |
| 2 | b7 білий пішак · e7 чорний кінь · h7 білий слон · f5 білий король · d3 чорний пішак · d2 білий пішак · e2 чорний король · f2 чорний пішак | b7 білий пішак · e7 чорний кінь · h7 білий слон · f5 білий король · d3 чорний пішак · d2 білий пішак · e2 чорний король · f2 чорний пішак | b7 білий пішак · e7 чорний кінь · h7 білий слон · f5 білий король · d3 чорний пішак · d2 білий пішак · e2 чорний король · f2 чорний пішак | b7 білий пішак · e7 чорний кінь · h7 білий слон · f5 білий король · d3 чорний пішак · d2 білий пішак · e2 чорний король · f2 чорний пішак | b7 білий пішак · e7 чорний кінь · h7 білий слон · f5 білий король · d3 чорний пішак · d2 білий пішак · e2 чорний король · f2 чорний пішак | b7 білий пішак · e7 чорний кінь · h7 білий слон · f5 білий король · d3 чорний пішак · d2 білий пішак · e2 чорний король · f2 чорний пішак | b7 білий пішак · e7 чорний кінь · h7 білий слон · f5 білий король · d3 чорний пішак · d2 білий пішак · e2 чорний король · f2 чорний пішак | b7 білий пішак · e7 чорний кінь · h7 білий слон · f5 білий король · d3 чорний пішак · d2 білий пішак · e2 чорний король · f2 чорний пішак | 2 |
| 1 | b7 білий пішак · e7 чорний кінь · h7 білий слон · f5 білий король · d3 чорний пішак · d2 білий пішак · e2 чорний король · f2 чорний пішак | b7 білий пішак · e7 чорний кінь · h7 білий слон · f5 білий король · d3 чорний пішак · d2 білий пішак · e2 чорний король · f2 чорний пішак | b7 білий пішак · e7 чорний кінь · h7 білий слон · f5 білий король · d3 чорний пішак · d2 білий пішак · e2 чорний король · f2 чорний пішак | b7 білий пішак · e7 чорний кінь · h7 білий слон · f5 білий король · d3 чорний пішак · d2 білий пішак · e2 чорний король · f2 чорний пішак | b7 білий пішак · e7 чорний кінь · h7 білий слон · f5 білий король · d3 чорний пішак · d2 білий пішак · e2 чорний король · f2 чорний пішак | b7 білий пішак · e7 чорний кінь · h7 білий слон · f5 білий король · d3 чорний пішак · d2 білий пішак · e2 чорний король · f2 чорний пішак | b7 білий пішак · e7 чорний кінь · h7 білий слон · f5 білий король · d3 чорний пішак · d2 білий пішак · e2 чорний король · f2 чорний пішак | b7 білий пішак · e7 чорний кінь · h7 білий слон · f5 білий король · d3 чорний пішак · d2 білий пішак · e2 чорний король · f2 чорний пішак | 1 |
|   | a | b | c | d | e | f | g | h |   |

## Примітка
1. ↑  Circa 130 suoi studi sono contenuti nel database di riferimento di Harold van der Heijden.